# Дан-Вильюн
Дан-Вильюн (англ. Daan Viljoen Game Reserve) — заповедник близ Виндхука, Намибия. Расположен в области нагорья Кхомас.

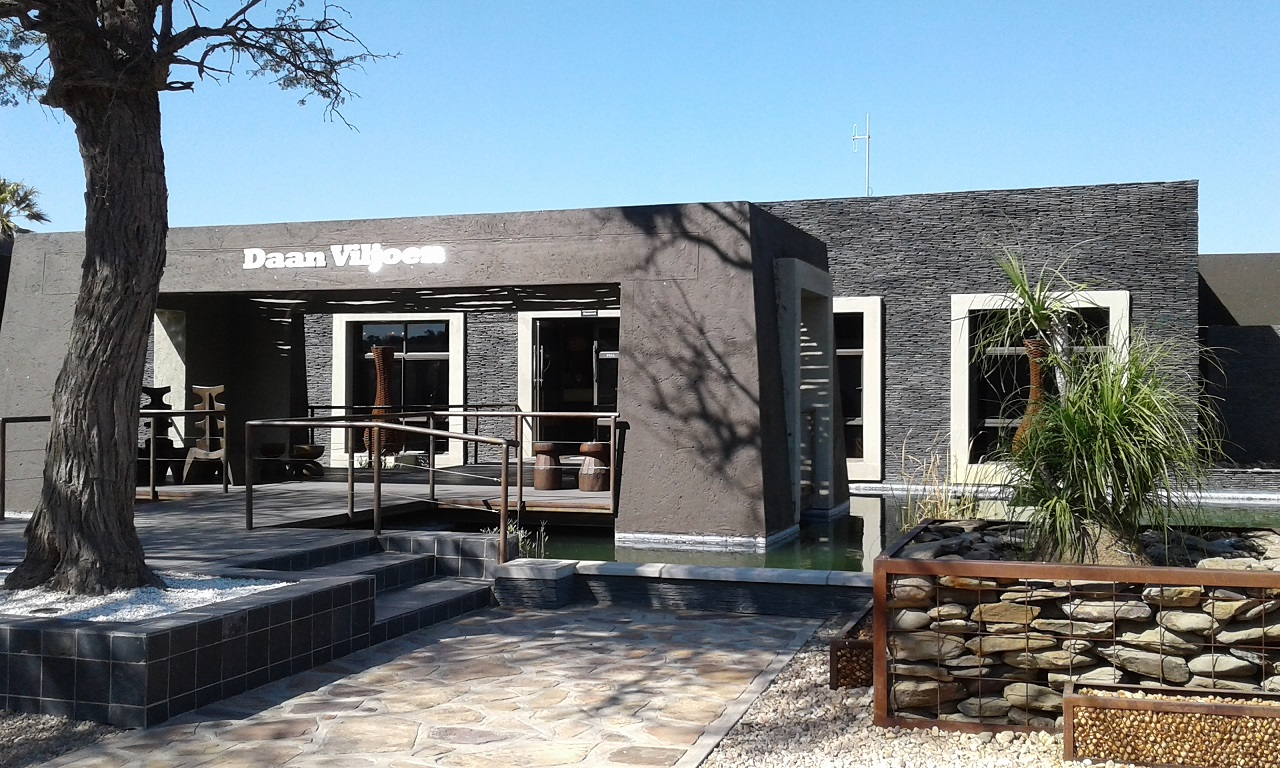
Отель заповедника

В парке существует много дорог, что позволяет туристам путешествовать самостоятельно. Парк — хороший пример живой природы Намибии. Основанный в 1962 году, заповедник Дан-Вильюн является самым маленьким в Намибии. Его особенностью является уникальное сочетание богатого биологического разнообразия и развитой туристической инфраструктуры. Территория заповедника является холмистой местностью, которая является жилищем для множества видов птиц и зверей. Например, прогуливаясь по парку туристы могут встретить газель, жирафов, антилоп, зебр, бабуинов и много других животных, а также большое количество птиц. Несмотря на близость к природе, в заповеднике расположен отель, в котором посетителям доступны современные номера со всеми удобствами, рестораны, кафе, а также возможность заняться активными видами спорта.